# O Castelo de Eureka
Eureeka's Castle (O Castelo de Eureka no Brasil e O Castelo da Eureeka em Portugal) é uma série infantil de TV norte-americana que foi ao ar pela Nickelodeon de 4 de setembro de 1989 a 30 de junho de 1995.
O programa era feito com manipulação de bonecos, seguindo o mesmo estilo da Vila Sésamo (Rua Sésamo em Portugal), incluindo Eureka. Ela e seus amigos moram em uma caixa de música em forma de castelo que pertence a um amigável gigante. Outros personagens incluindo Magellan (Magalhães em Portugal), um dragão, Bogge e Quagmire, um par de irmãos conhecidos como Moat Twins, passando a maioria do seu tempo pelo castelo comendo sanduíches de manteiga de amendoim. O quase cego Batley (Cai-Cai em Portugal), o morcego que tenta melhorar suas habilidades de voo, mas sempre cai. Batley também tem uma aranha de estimação chamada Webster.
O programa foi originalmente exibido pela Nickelodeon, e anos mais tarde, o programa foi reprisado pela Nick Jr. de 1999 a 2004.
Alguns episódios de O Castelo de Eureka foram lançados em VHS nos EUA.
No Brasil, a série estreou pela TV Cultura com o nome de Eureka em 12 de agosto de 1996, sendo exibido na emissora até início de 1998. Também foi exibido na Nickelodeon pelo bloco Nick Jr., entre 1996 e 2006.